# Андон Кьосето
Андон Лазов Янев Кьосев, наричан Кьосето или Велешанеца, е български революционер, терорист, а по-късно войвода на Вътрешната македоно-одринска революционна организация.

## Биография

### Ранни години
Андон Кьосето е роден в 1855 година в село Голозинци, Велешко. До 16-годишна възраст се занимава с овчарство, заедно с двамата си братя и двете си сестри. След като баща му е арестуван и отведен в Солун, се преместват във Велес при чичо си. Там Андон убива виден турчин и бяга в Солун, където се присъединява към ВМОРО като първоначално изпълнява терористични задачи. Запознава се с Даме Груев и получава нареждания директно от него. После става файтонджия на доктор Христо Татарчев, като така прикрива нелегалната си дейност. По това време в Солун пристига по-големият му брат Никола, който се е поставил в услуга на турските власти. Андон Кьосето сам предлага да убият брат му, за да не издаде организацията, както и правят. Участва и в убийството на сръбския учител в Солун Илия Пейчиновски от Струга, извършено от Иванчо Карасулията и Митре Дудуларски от Дудулари.
През май 1898 година по заповед на Даме Груев, заедно с Ицо Джорлев от Кукуш, подпомогнати от гевгелийските лидери на ВМОРО Аргир Манасиев, Илия Докторов и Иван Телятинов убиват в Гевгели пред очите на каймакамина влаха Христо Цицов (Цицо), виден водач на гъркоманската партия в града, доносник на властите. За кратко се връща в Солун, но го напуска заради сериозното му издирване от турските власти. Заедно с четата на Илия Кърчовалията и Михаил Апостолов - Попето събират пари от първенците в село Горно Броди, и после обикалят и в Кукушко. Там Андон Кьосето, заедно с няколко съратници, отвлича чорбаджийски син, за който 25 дни по-късно получава исканите 1000 лири. След разногласия четата му е арестувана в България. Гоце Делчев и Антон Бузуков спомагат освобождаването им. Престоява в София, като изпълнява поръчки на Гоце Делчев. Заедно с Гоце Делчев и Михаил Апостолов правят неуспешен опит да вземат откуп за един струмишки бег.
След 1897 година организира заедно с Михаил Попето чета, действаща в Кукушко, Дойранско, Гевгелийско, Поройско, Малешевско, Струмишко. След убийството на Стефан Михайляну и плъзналите слухове за предстояща война между България и Румъния заминават за Кюстендил и после за София. Там посещават представителството на революционната организация, където се срещат с Гоце Делчев, Борис Сарафов, Михаил Герджиков и други.
На 27 юни 1901 година Андон Кьосето заедно със секретаря си Ташко Мицев и четниците Христо Гонов Кюрюшев от Стояково, Дино Крондирски, Кара Васил и Трайчо Шереметлийски от Шереметлия отсядат в село Калиново, Кукушко. Предадени са от Христо Пецков и на 28 юни четата е обградена в къщата на дядо Дончо от войска от Дойран и Кукуш. Четата пробива с щурм обръча, но тежко ранените в краката Ташо Мицов и Христо Кюрюшев се връщат в къщата и се сражават цяла нощ и през деня на 29 юни, когато в 5 следобед войската запалва къщата и двамата загиват. Турците дават доста убити войници, както и 5 души башибозук, сред които и субашията от Чугунци Ешрев. Ръководителят на калиновския комитет на ВМОРО Дино Панов Захов е принуден да стане нелегален в четата на Григор Тотев, а брат му Мицо – в четата на Андон Кьосето. На 20 октомври Дино Караколев от Драгомирци по заповед на Григор Тотев изпълнява смъртната присъда над предателя Пецков.
До убийството на Михаил Апостолов през месец март 1902 година Андон Кьосето е войвода в Струмишко, а после в Кукушко. Още от 1900 година поддържа контакти с Яне Сандански, а в 1901 година заедно с него, Христо Чернопеев, Сава Михайлов, Кръстьо Асенов и Никола Дечев участва в аферата „Мис Стоун“. В средата на 1902 година четата му е открита от турски аскер в струмишкото село Бориево, като след тежки боеве се изтегля. На следващия ден аскера опожарява селото, арестувани са десетки селяни от него и започва Бориевската афера.

### След въстанието
За Илинденско-преображенското въстание на Андон Кьосето е наредено заедно с Гьорче Петров и Лука Иванов да води чета в Прилепско. В село Трояци дава малко сражение на турски аскер и после се разделя с Гьорче Петров, Лука Иванов и Пере Тошев, и заминава за Велешко. На тръгването от село Скачинци на 17 октомври Андон Кьосето с 30 души четници се сражава на „Клепата“ срещу 500 души аскер. В гръб на аскера излиза Борис Сарафов със 70 души четници. Загиват 4 души четници и 65 души противникови войници. Измъкват се през нощта, като после на 2 пъти се измъкват от обсада на турски аскери. От село Просениково се насочват към границата и пристигат в Кюстендил в средата на декември 1903 година.
През февруари 1904 година влиза в Македония с чета за гевгелийско.
| Чета на Андон Кьосето, 28 февруари 1904 година | Чета на Андон Кьосето, 28 февруари 1904 година | Чета на Андон Кьосето, 28 февруари 1904 година | Чета на Андон Кьосето, 28 февруари 1904 година | Чета на Андон Кьосето, 28 февруари 1904 година |
| Номер                                          | Име                                            | Селище                                         | Околия                                         | Забележка                                      |
| ---------------------------------------------- | ---------------------------------------------- | ---------------------------------------------- | ---------------------------------------------- | ---------------------------------------------- |
| 1.                                             | Андон Кьосето                                  | Велес                                          | Велешка                                        | върнал се                                      |
| 2.                                             | Зафир Христов                                  | Мачуково                                       | Гевгелийска                                    |                                                |
| 3.                                             | Леонид Трайков                                 | Мачуково                                       | Гевгелийска                                    |                                                |
| 4.                                             | Васил Христов                                  | Богданци                                       | Гевгелийска                                    |                                                |
| 5.                                             | Туше Д. Каркаляшов                             | Богданци                                       | Гевгелийска                                    |                                                |
| 6.                                             | Петре Христов                                  | Моин                                           | Гевгелийска                                    |                                                |
| 7.                                             | Петре Митров                                   | Купа                                           | Гевгелийска                                    |                                                |
| 8.                                             | Въчо Димов                                     | Бериславци                                     | Гевгелийска                                    |                                                |
| 9.                                             | Стоян Дешов                                    | Бериславци                                     | Гевгелийска                                    |                                                |
| 10.                                            | Лямбо Атанасов                                 | Баялци                                         | Гевгелийска                                    |                                                |
| 11.                                            | Трайко Мелов                                   | Баялци                                         | Гевгелийска                                    |                                                |
| 12.                                            | Мильо Петрев                                   | Богданци                                       | Гевгелийска                                    |                                                |
| 13.                                            | Алфред Джелъзов                                | Смоквица                                       | Гевгелийска                                    |                                                |
| 14.                                            | Динко х. Танов                                 | Смоквица                                       | Гевгелийска                                    |                                                |
| 15.                                            | Тенчо Вацов                                    | Смоквица                                       | Гевгелийска                                    |                                                |
| 16.                                            | Атанас Консулов                                | Бегнище                                        | Тиквешка                                       |                                                |
| 17.                                            | Константин Манов                               | Горна Джумая                                   | Горноджумайска                                 | по негодност                                   |

След въстанието завежда организирането и подготовката на селската милиция в Струмишко и Малешевско. През този период той участва и в дейността на Сярската група, но след като се разочарова от нейната дейност след провалянето на Втория Рилски общ конгрес (1905 г.), се оттегля от активна революционна дейност. Заради предишната си принадлежност към Сярската група, след убийството на Борис Сарафов и Иван Гарванов от Тодор Паница, в продължение на няколко месеца е хвърлен в затвора, но поради застъпничеството на ВМОРО е освободен.
След започването на Балканската война през есента на 1912 година Андон Кьосето заедно с Йонко Вапцаров, Георги Занков, Лазар Колчагов, Таско Кочерински, Михаил Чаков, Лазар Топалов, Стефан Чавдаров, Пейо Яворов и други събират сборна чета, която се ръководи от Христо Чернопеев. Заедно с 12-а рота от 27-и чепински полк четата атакува Мехомия. След това Андон Кьосето служи в щаба на 13 кукушка дружина.
След Балканските войни Андон Кьосето се заселва в Горна Джумая. В края на 1951 година югославското правителство внася меморандум в Организацията на обединените нации, в който населението в Пиринска Македония е обявено за „югославско малцинство“, преследвано и тероризирано от властите в София. Видни стари македонски революционери – Георги Попхристов, Андон Кьосето, Димитър Занешев, Лазар Томов, Александра Хаджидимова, съпругата на Васил Чекаларов Олга Чекаларова – се обявяват в специална декларация против югославските претенции.
Андон Кьосето умира в 1953 година, след нещастен случай, затиснат от съборени камъни от ограда и една седмица в гипсово корито.
Водачът на ВМРО Иван Михайлов пише за Андон Кьосето:
| „ | Андонъ Кьосето, записанъ въ споменитѣ на мнозина македонски войводи. Неустрашимо проявенъ като нелегаленъ въ различни околии преди Балканската война. Поради напреднала възрасть не поемаше отговорни служби, но винаги бѣ съ народното дѣло, неизменно правдолюбивъ, врагъ на егоиститѣ и македонофобитѣ. Служеше за примеръ на по-младитѣ. | “ |

## Памет
Паметници на Андон Янев са издигнати в Скопие и във Велес. На 22 февруари 2018 година те са демонтирани. като този пред Върховния съд в Скопие е първата демонтирана скулптура от спорния проект „Скопие 2014“. Местен интернет сайт цитира общинските власти, според които скулптурата на Кьосето е „незаконен строеж“ и е поставена през 2014 година не на мястото, изрично указано от в разрешителното. В края на юли 2025 година паметникът на Кьосето в Скопие е поставен отново като е сменена единствено локацията му.

## Семейство
След като решава да се откаже от революционната борба, Андон Кьосето се жени за Любица – вдовица с едно дете. По това време Кьосето е малко над 50 години, като двамата имат голяма възрастова разлика. Люба е загубила двама съпрузи – единият е убит във войните. Андон и Любица Кьосеви отглеждат 4 деца: Лазар Андонов Кьосев, Никола Андонов Кьосев, Васил Андонов Кьосев и Димитър Симеонов Бангелов – доведен син.